# Crooked River (Wongungarra River)
Der Crooked River ist ein Fluss im östlichen Gippsland im australischen Bundesstaat Victoria.

## Verlauf
Er entspringt in der Ebene unterhalb der Dargo High Plains in einer Höhe von 653 m am Zusammenfluss von Thirty Mile Creek und Twenty Five Mile Creek. Der nördliche Quellfluss (30 Mile Creek) entspringt unterhalb von White Timber in 874 m Höhe, nimmt den Frosty Creek auf und erreicht nach 8,6 km den Crooked River, der 19,6 km südliche Quellfluss (25 Mile Creek) entspringt unterhalb der Gow Plain in 1560 m Höhe.
Der Crooked River fließt – wie der Name bereits sagt – stark mäandrierend nach Südwesten und mündet nach 25,5 km in den Wongungarra River. In Naarun mündet von Osten der Good Luck Creek ein. Kurz vor der Mündung in den Wongungarra River, noch vor Talbotville, nimmt er den von Norden kommenden Brewery Creek auf.